# Kỳ đà cây sọc vàng
Kỳ đà cây sọc vàng (danh pháp khoa học: Varanus boehmei) là một loài kỳ đà nguồn gốc từ các khu rừng Waigeo, Indonesia. Loài này có đuôi bám, dành phần lớn cuộc đời sống trên cây.